# Ličko-krbavska županija
 Ovo je članak o povijesnoj Ličko-krbavskoj županiji iz vremena Trojedne Kraljevine Hrvatske, Slavonije i Dalmacije. Za suvremenu županiju vidi: Ličko-senjska županija.
Ličko-krbavska županija (mađ. Lika-Krbava vármegye) bila je županija unutar Kraljevine Hrvatske i Slavonije, u sastavu Zemalja Krune sv. Stjepana u Austro-Ugarskoj Monarhiji. Središte županije bio je Gospić.

## Zemljopis
Ličko-krbavska županija graničila je s Dalmacijom koja je pripadala Austriji, Bosnom i Hercegovinom koja je bila pod zajedničkom austro-ugarskom upravom, te Modruško-riječkom županijom koja je pripadala Hrvatsko-slavonskom kraljevstvu. Županija je izlazila na jadransku obalu. Oko 1910. imala je površinu od 6.211 km2.

## Povijest
Uvjeti za stvaranje Ličko-krbavske županije ovim njezinim granicama nastali su ukidanjem Vojne krajine i njezinim pripajanjem Hrvatskoj i Slavoniji 15. srpnja 1881.
Ličko-krbavska županija je osnovana 5. veljače 1886., na temelju Zakonske odredbe Hrvatskog sabora "ob ustroju županija i uređenju uprave u županijah i kotarih", od teritorija nekadašnjih graničarskih pukovnija Gospićke i Otočke, a obuhvaćala je područje Ličkog okružja i općine Brinje, Jezerane i Krivi Put brinjskog kotara s gradom Senjom, te imala sjedište u Gospiću.
Nakon raskidanja državno-pravnih veza s Austrijom i Ugarskom odlukom Hrvatskog sabora iz 1918. i ova županija slijedi sudbinu Hrvatske. Županijska uprava formalno je prestala Uredbom o podjeli zemlje na oblasti (SN 92/1922, od 28. travnja 1922.), koja je provedena 1924. godine. Sljednik županije bila je Primorsko-krajiška oblast u Karlovcu.

## Uprava
Županijska oblast bila je zadužena za poslove javne uprave županije ako nisu pripadali vladi, županijskoj skupštini, upravnom odboru i kotarskim oblastima. Na čelu se nalazio podžupan, imenovan od bana na prijedlog velikog župana kojemu je podređen. Najvažniji poslovi odnosili su se na održavanje javnog mira i poretka u skladu sa zakonima, rješavanje sporova kotareva i općina u drugoj molbi te u pitanjima gradnji, sabiranju milodara, eksproprijaciji, ženidbenim dozvolama i izdavanju putovnica, dozvola za plovidbu rijekama.
Veliki župan bio je predstavnik izvršne vlasti i vladin povjerenik imenovan od kralja na prijedlog bana. Imao je nadzornu ulogu nad samoupravom, političkom i kotarskom upravom. Održavao je županijske skupštine, imao nadzor nad činovnicima i upraviteljima. Županijska skupština članstvo je dobivala izborom ili putem imenika oporezovanih građana (o kojima odlučuje verifikacioni odbor). Članstvo se biralo svake 3 godine na 6 godina. Skupštinom je predsjedao župan.
Djelokrug skupštine: donošenje statuta, rasprave o predmetima od javnog interesa te obraćanje Saboru peticijama, rješavanje teritorijalnih sporova općina i sporova niže uprave, uprava županijskom imovinom, izbor verifikacionog i upravnog odbora, nadzor nad općinskom, kotarskom i županijskom upravom. Od 1902. rješava i pitanja vezana uz komasaciju.
Upravni odbor uređen je zakonom od 5. veljače 1886. i preinakom 28. prosinca 1886., a članom su mogli biti birani od skupštine i po funkciji. U djelokrugu je imao poslove autonomne javne uprave, porezne i disciplinske poslove, a a podređeni su mu općinski organi. Na čelu mu je bio veliki župan.

## Stanovništvo
Prema popisu iz 1910. ova je županija imala 204.710 stanovnika, a prema jeziku kojim su govorili bili su ovako podijeljeni:
- Srpski jezik: 104.036
- Hrvatski jezik: 100.346
- ostali

## Upravna podjela
Županija se dijelila na 9 upravnih kotara i 31 općinu:
1. kotar Gospić s političkim općinama: Gospić, Smiljan, Osik, Medak i Karlobag,
2. kotar Gračac s politčkim općinama: Zrmanja, Gračac, Bruvno i Lovinac,
3. kotar Udbina s političkim općinama: Udbina i Podlapac,
4. kotar Perušić s političkim općinama: Klanac, Kosinj i Perušić,
5. kotar Korenica s političkim općinama: Bunić, Korenica, Petrovo Selo i Zavalje,
6. kotar Otočac s političkim općinama: Otočac, Sinac, Vrhovine, Škare, Dabar i Brlog,
7. kotar Senj s političkim općinama: Jablanac, Sveti Juraj i Krivi Put,
8. kotar Donji Lapac s političkim općinama: Donji Lapac i Srb,
9. kotar Brinje s političkim općinama: Brinje i Jezerane.

Bitnijih promjena unutar navedene podjele nije bilo do kraja postojanja županije.

## Poveznice
- Ličko-krbavska županija u identitetu Like - Od ranosrednjovjekovnih župa do Ličko-krbavske županije